# Ryan McBride
Ryan McBride (ur. 15 grudnia 1989 w Londonderry, zm. 19 marca 2017 tamże) – irlandzki piłkarz grający na pozycji obrońcy.

## Kariera piłkarska
W 2007 rozpoczął karierę piłkarską w Institute F.C. W 2010 przeszedł do Derry City. W swej karierze rozegrał w sumie 131 spotkań ligowych i zdobył 9 goli. 19 marca 2017 został znaleziony martwy w sypialni swojego domu.